# 時乃平亜睦
時乃平 亜睦（ときのひら あむ、1999年4月8日 - ）は、岩手県八幡平市出身で、時津風部屋所属の現役大相撲力士。本名は津志田 亜睦（つしだ あむ）。身長180.1cm、体重160.0kg、血液型はA型。最高位は東幕下32枚目（2019年11月場所）。

## 来歴
小学校2年生の時に、八幡平市にある岩手県立平舘高等学校の相撲道場を拠点に活動している寺田道場で相撲を始めた。4年次から6年次にわんぱく相撲全国大会に出場し、6年次は8強入りしている。八幡平市立西根第一中学校在学中は、2年次に全国中学校相撲選手権大会で団体準優勝を経験している。中学校卒業後は平舘高校に進学し、3年次に高校総体で8強入りしている。高校卒業後は実業団の道を選んで三研ソイルに入社したが、「自分の力を試したい」という理由から大相撲入門を決意したため入社から1か月で会社を退職し、時津風部屋に入門した。
初土俵は2018年5月場所で、初土俵当初は本名を四股名とした。番付に初めて名前が載った翌7月場所は7戦全勝で序ノ口優勝を飾った。序二段も1場所で通過し、同年11月場所で三段目に昇進。2019年5月場所では時津風部屋に所属する本名の力士が一斉に改名する中で、津志田は小学校から高校時代の恩師と「幕下に昇進したら改名する約束」をしているという理由から改名を見送った。翌7月場所で新幕下に昇進したが改名はせず、その後も幕下に上がっては負け越して陥落することが続いたが、幕下通算5場所目となった2021年3月場所で初めて勝ち越しを達成した。幕下での初の勝ち越しを機に翌場所の5月場所から四股名を、時津風部屋の「時」と出身の八幡平市と母校の平舘高校から取った「平」を入れた「時乃平」に改名した 。

## 主な成績
2025年7月場所終了現在

### 通算成績
- 通算成績：155勝139敗（43場所)

### 各段優勝
- 序ノ口優勝：1回（2018年5月場所）

### 場所別成績
| | 一月場所 初場所（東京） | 三月場所 春場所（大阪） | 五月場所 夏場所（東京） | 七月場所 名古屋場所（愛知） | 九月場所 秋場所（東京） | 十一月場所 九州場所（福岡） |
| --- | ----------------------- | ----------------------- | ----------------------- | --------------------------- | ----------------------- | --------------------------- |
| 2018年 （平成30年） | x                       | x                       | （前相撲）              | 東序ノ口28枚目 優勝 7–0     | 東序二段14枚目 6–1      | 東三段目52枚目 4–3          |
| 2019年 （平成31年 /令和元年） | 西三段目37枚目 4–3      | 西三段目23枚目 3–4      | 東三段目39枚目 6–1      | 東幕下51枚目 3–4            | 東三段目6枚目 6–1       | 東幕下32枚目 2–5            |
| 2020年 （令和2年） | 東幕下51枚目 3–4        | 東三段目3枚目 2–5       | 感染症拡大 により中止   | 西三段目31枚目 5–2          | 西三段目9枚目 5–2       | 西幕下44枚目 2–5            |
| 2021年 （令和3年） | 東三段目5枚目 4–3       | 西幕下55枚目 5–2        | 西幕下35枚目 2–5        | 西幕下53枚目 4–3            | 西幕下44枚目 2–5        | 西三段目4枚目 3–4           |
| 2022年 （令和4年） | 西三段目23枚目 3–4      | 東三段目43枚目 5–2      | 東三段目17枚目 4–3      | 西三段目2枚目 4–3           | 東幕下53枚目 3–4        | 東三段目5枚目 4–3           |
| 2023年 （令和5年） | 東幕下54枚目 3–4        | 東三段目7枚目 3–4       | 東三段目28枚目 2–5      | 西三段目54枚目 5–2          | 西三段目29枚目 5–2      | 西三段目7枚目 2–5           |
| 2024年 （令和6年） | 東三段目34枚目 4–3      | 西三段目21枚目 5–2      | 西幕下57枚目 4–3        | 西幕下46枚目 4–3            | 東幕下37枚目 2–5        | 東幕下53枚目 2–5            |
| 2025年 （令和7年） | 西三段目12枚目 3–4      | 西三段目27枚目 2–5      | 西三段目56枚目 6–1      | 東三段目4枚目 2–5           | x                       | x                           |
| 各欄の数字は、「勝ち-負け-休場」を示す。 優勝 引退 休場 十両 幕下 三賞：敢=敢闘賞、殊=殊勲賞、技=技能賞 その他：★=金星 番付階級：幕内 - 十両 - 幕下 - 三段目 - 序二段 - 序ノ口 幕内序列：横綱 - 大関 - 関脇 - 小結 - 前頭（「#数字」は各位内の序列） |                         |                         |                         |                             |                         |                             |

## 改名歴
- 津志田 亜睦（つしだ あむ）2018年5月場所 - 2021年3月場所
- 時乃平 亜睦（ときのひら あむ）2021年5月場所 -